# Malia Pyles
Malia Pyles, née le 13 juillet 2000 à Huntington Beach (Californie), est une actrice américaine.

## Biographie
Malia Leilani Pyles enfant unique de Richard Pyles, d'origine anglaise, et de Cora C. Pyles, née aux Philippines.

## Filmographie

### Cinéma
- 2015 : The Heyday of the Insensitive Bastards : une handballeuse
- 2015 : Memoria : Tasha

### Télévision
- 2014 : Scarlett : Kristen (2 épisodes)
- 2016 : Bella et les Bulldogs : Amanda Jane
- 2016–2019 : Baskets : Sarah (11 épisodes)
- 2017 : Speechless : la reine du bal
- 2017 : The Fosters : Cherisa (2 épisodes)
- 2017 : Murder : Madison
- 2020 : Batwoman : Parker Torres (2 épisodes)[2]
- 2022 : Pretty Little Liars : Original Sin : Minnie[3]